# Мпунгу, Рожер
Рожер Мпунгу (рунди Roger Mpungu, 1924 года — 6 декабря 2007 года, Руйига, Бурунди) — католический прелат, епископ Муйинги с 6 марта 1980 года по 1 июля 2007 год.

## Биография
12 апреля 1980 года Рожер Мпунгу был рукоположён в священника.
6 марта 1980 года Римский папа Иоанн Павел II назначил Рожера Мпунгу епископом Муйинги. 4 мая 1980 года состоялось в Риме в соборе святого Петра рукоположение Рожера Мпунгу в епископа, которое совершил Римский папа Иоанн Павел II в сослужении с кардиналом Агнелу России и архиепископом Киншасы кардиналом Жозефом Малулой. Будучи священником активно участвовал в гуманитарной миссии во время конфликта между тутси и хуту. Был апостольским администратором архиепархии Гитеги.
После военного переворота Пьера Буйои Рожер Мпунгу был единственным оставшимся католическим епископом в Бурунди и участвовал в деятельности по прекращению конфликта в стране.
1 июля 1994 года Рожер Мпунгу подал в отставку.
Скончался 6 декабря 2007 года в городе Муйинга и был похоронен в соборе Муйинги. 